# 3419 Ґут
3419 Ґут (3419 Guth) — астероїд головного поясу, відкритий 8 травня 1981 року.
Тіссеранів параметр щодо Юпітера — 3,116.